# Полковник Няу
Полковник Няу (англ. Colonel Meow; 11 жовтня 2011 — 29 січня 2014) — гімалайський кіт з Лос-Анджелеса, штат Каліфорнія, відомий як кіт з найдовшим хутром. Середня довжина хутра кота становила 22,89 сантиметра, його рекорд офіційно був підтверджений Книгою рекордів Гіннеса. Але пізніше його рекорд був побитий кішкою Софі Сміт, її хутра становила 25,68 сантиметра. Енн Ейві почала публікувати фотографії кота в Instagram, які швидко стали вірусними та поширювалися з різними мемами. Тоді Ейві та Розаріо вели сторінку у Facebook, на яку станом на кінець січня 2014 року підписалися понад 353 000 користувачів.

## Життєпис
У жовтні 2011 року подружжя Енн Марі Ейві та Еріком Росаріо усиновили кота з притулку Petco. Помітно довга шерсть і лютий вигляд спонукали пару назвати Полковник Няу.

## Смерть
У листопаді 2013 року кіт Полковник Няу опинився у ветеринарні лікарні, де лікарі діагностували серцеву недостатність, кіт переніс важку операцію та переливання крові. 29 січня 2014 року він помер у будинку господарів у Лос-Анджелесі, США.